# Travaux de l'Institut Scientifique Chérifien. Série Botanique et Biologique Végétale
Travaux de l'Institut Scientifique Chérifien. Série¹Botanique et Biologique Végétale (abreviado Trav. Inst. Sci. Chérifien, Sér. Bot. Biol. Vég.) fue una revista con ilustraciones y descripciones botánicas que fue editada en Tanger y Rabat en los años 1967 hasta 198?. Fue precedida por Travaux de l'Institut Scientifique Chérifien, Série Botanique y reemplazada por Travaux de l'Institut Scientifique, Université Mohammed V. Série Botanique.